# Robert Vehe
Robert Ernest „Bob“ Vehe (* 20. August 1953 in Chicago) ist ein ehemaliger US-amerikanischer Radrennfahrer und nationaler Meister im Radsport.

## Sportliche Laufbahn
Vehe war im Bahnradsport aktiv. Er war Teilnehmer der Olympischen Sommerspiele 1976 in Montreal. Im 1000-Meter-Zeitfahren kam er auf den 15. Rang. Bei der nationalen Meisterschaft im Zeitfahren 1976 gewann er den Titel, 1975 (hinter Stephen Woznick) und 1977 (hinter Jerry Ash) wurde er Zweiter.